# スルツァーノ
スルツァーノ（伊: Sulzano）は、イタリア共和国ロンバルディア州ブレシア県にある、人口約1,900人の基礎自治体（コムーネ）。

## 地理

### 位置・広がり

#### 隣接コムーネ
隣接するコムーネは以下の通り。
- イゼーオ
- モンテ・イーゾラ
- ポラーヴェノ
- サーレ・マラジーノ

### 気候分類・地震分類
気候分類では、zona E, 2505 GGに分類される。
また、イタリアの地震リスク階級 (it) では、zona 3 (sismicità bassa) に分類される
。

## 行政

### 山岳部共同体
広域行政組織である山岳部共同体「セビーノ・ブレシャーノ山岳部共同体」 (it:Comunità montana del Sebino Bresciano) （事務所所在地: サーレ・マラジーノ）を構成するコムーネである。